# 北川恵子
北川恵子（きたがわ けいこ）は日本の作詞家。

## 作詞した提供楽曲
- 棘（歌:有坂美香 / 作編曲：服部克久）
- 十二幻夢曲〜孤月蒼夜（歌：有坂美香/ 作編曲：梁邦彦）
- 夢を過ぎても（歌：有坂美香/ 作曲：服部克久）
- 月迷風影（歌：有坂美香/ 作編曲：吉良知彦）
- 貝がらの夢（歌：桑島法子/ 作編曲：服部克久）
- 陽炎〜摩利支天女（歌：桑島法子/ 作編曲：服部克久）
- こわれもの〜Fragile（歌：桑島法子/ 作編曲：服部克久）
- 偲芳歌（歌：桑島法子/ 作編曲：梁邦彦）
- 16:05＠新宿（歌：桑島法子/ 作編曲：服部克久）
- 素晴らしき我が家へ（歌：桑島法子/ 作編曲：服部克久）
- 水に落ちた葡萄酒（歌：桑島法子/ 作編曲：服部克久）
- 桃天使2003（歌：桑島法子/ 作曲：阪上登）
- ル・ローヌ§2013（歌：桑島法子/ 作編曲：服部克久）
- a wonderful world(English Version)（歌：桑島法子/ 作編曲：服部克久）
- For the future Lovers（歌：桑島法子/ 作編曲：服部克久）
- Horizon（歌：桑島法子/ 作編曲：服部克久）
- Sixteenth Fire（歌：桑島法子/ 作編曲：服部克久）
- そばにいられるなら（歌：宮本駿一/ 作詞・作曲・ピアノアレンジ・演奏：宮本駿一）
- Anges（歌：宮本俊一/ 作詞:宮本駿一/ 作編曲：服部克久）
- 独り立つ、私（歌:丹下桜/ 作編曲:服部克久）
- masquerade（歌:氷上恭子/ 作編曲:かしぶち哲郎）
- Sacred Sacrifice（歌：保志総一朗 / 作編曲：吉良知彦）
- Silent Wind（歌：菅井えり/ 作編曲：服部克久）
- Smile again（歌：2226 （桑島法子、白鳥哲、氷上恭子、檜山修之、保志総一朗、関智一、愛河里花子、島田敏）/ 作編曲：服部克久）

| スタブアイコン | サブスタブ | この項目は、まだ閲覧者の調べものの参照としては役立たない、音楽関係者（バンド等）に関連した書きかけの項目です。この項目を加筆・訂正などしてくださる協力者を求めています（P:音楽/PJ:芸能人）。 |